# Szegvár
Szegvár là một làng thuộc hạt Csongrád, Hungary. Làng này có diện tích 86,22 km², dân số năm 2010 là 4601 người, mật độ 53 người/km².